# Raquele Magalhaes
Raquele Magalhaes, née en 1979, est une flûtiste et professeure de musique classique brésilienne.

## Biographie
Raquele Magalhaes effectue sa formation musicale à l’Université fédérale de Rio de Janeiro avec Celso Woltzenlogel puis au Conservatoire national supérieur de musique et de danse de Paris, en tant que boursière, avec le flûtiste Alain Marion. Elle poursuit ses études au Conservatoire national supérieur de musique et de danse de Lyon avec Philippe Bernold et étudie également avec Philippe Pierlot au Conservatoire à rayonnement régional de Rueil-Malmaison. Par la suite, titulaire du CA de pédagogie, elle enseigne en tant que professeur titulaire aux conservatoires de Savigny-sur-Orge et de Fontenay-sous-Bois. En 2016, elle publie son enregistrement titré « Patchwork »,.
En novembre et décembre 2020, elle se produit sur la plateforme RecitHall en raison de la pandémie Covid.

## Prix et distinctions
Raquele Magalhaes reçoit de nombreux prix et distinctions :
- 1994 :  premier prix à l'unanimité du Concours national de l'ABRAF[1].
- lauréate des Concours internationaux Maria Cannals de Barcelone, des Jeunesses musicales de Bucarest[1].
- cinq 1er prix à des Concours nationaux au Brésil[1].

## Discographie
- Brumes d'enfance : Janáček, Plačící [« La fontaine aux larmes »], pour soprano, flûte et voix de femmes - Caroline Chassany, soprano ; Chœur Accentus, dir. Pieter-Jelle de Boer (janvier 2013, Naïve). (OCLC 972808201) — Ce disque est primé par « 5 » Diapasons et un « ƒƒƒƒ » de Télérama[5],[1].
- Patchwork : Georges Enesco (Cantabile et presto), Erwin Schulhoff (Sonate pour flûte et piano) , Sergueï Prokofiev (Sonate pour flûte et piano op. 94) et Robert Muczynski (Sonate pour flûte et piano op. 14) - avec Sanja Bizjak, piano (2016, Evidence EVCD025) (OCLC 993064487). — Ce disque reçoit « 5 » Diapasons et « **** » par la revue allemande Fono Forum[5],[1].
- avec la pianiste Mathilde Carré, enregistrement d'œuvres pour l'application NoMadPlay[6].